# Ed Nuccilli
Edward C. „Ed“ Nuccilli (* 11. März 1925 in Detroit; † 23. April 2011 in Southfield (Michigan)) war ein US-amerikanischer Jazztrompeter, Arrangeur, Komponist und Bigbandleader.

## Leben und Wirken
Nuccilli war der jüngste Sohn eines aus Italien eingewanderten Trompeters des Detroit Symphony Orchestra. Er lernte mit zwölf Jahren angeleitet durch seinen Vater Trompete und besuchte die Cass Tech High School. Seine Musikerkarriere begann er in den 1940er Jahren in Tourneebands wie bei Eddie Marshall, für die er auch Arrangements schrieb. Nach Ableistung des Militärdienstes in Afrika während des Zweiten Weltkrieges tourte er in den Bands von Shorty Sherock und Bobby Sherwood; in dieser Zeit schrieb er die ersten Kompositionen für Big Band. 1949 zog er wieder nach Detroit; um seine junge Familie zu ernähren, verließ er vorübergehend das Musikgeschäft und arbeitete bis Mitte der 1950er Jahre bei der Ford Motor Company, später als Versicherungsagent. In den 1960ern kehrte er in die Musikbranche zurück, gründete zunächst eine Latin-Band und spielte in der Hausband des Elmwood Casino in Windsor (Ontario). Anfang der 1970er Jahre schrieb er Arrangements für Künstler des Motown-Labels, wie Smokey Robinson und die Formation The Impact of Brass (Down at the Brass Works, 1971). Er wirkte als Sessionmusiker bei Aufnahmen von Philippé Wynne (Starting All Over, 1977) und Sheila Landis and Her Bandits of Bebop (Guess I'll Call It Love, 1981) mit. Anfang der 1970er Jahre gründete er auch die Bigband Plural Circle, für die er arrangierte und die regelmäßig auf dem Detroit Jazz Festival, dem Michigan Jazz Festival und in lokalen Clubs gastierte sowie 2006 ein Album einspielte.